# 伊宁市东正教堂
伊宁市东正教堂，位于新疆维吾尔自治区伊犁哈萨克自治州伊宁市，是一座东正教教堂。

## 简介
1949年以前，曾有三批俄罗斯人迁入中国新疆。其中一批是商人及外交人员，那是随着1851年俄国逼迫中国清朝签订《中国伊犁塔尔巴哈台通商条约》之后，俄国获取在伊犁、塔城设领事馆、建贸易圈之权而来；另有一批是十月革命后的俄国白卫军和难民，大多定居伊犁、塔城、乌鲁木齐。
1925年，新疆东正教教会成立，隶属北京东正教总会管辖。1915年该会在伊犁建教堂。1954年后，俄罗斯侨民大量迁出中国新疆，新疆的东正教信众锐减，奉事活动逐渐衰弱。
1937年，伊宁东正教堂在伊宁市六星街兴建，这是当时全新疆最大的东正教堂，大门采用俄罗斯式建筑风格。六星街形成于1930年代，六条主干道自中心向外辐射，将街区分为六个扇形地区，如今该街区仍有俄罗斯族居民居住，教堂和墓地保存良好。
伊犁大教堂原来珍藏着两件宝物：一是油画圣母像（俄罗斯知名画家所绘，俄国白卫军军官ДуTов杜托夫带来），二是1952年从乌鲁木齐东正教堂运来的重达400普特的大铜钟。文化大革命中，中国推行限制宗教的政策。1966年8月28日，当地红卫兵控制了伊犁大教堂，并移走了其内部的宗教设施。伊犁、塔城、阿勒泰各县的东正教堂全被拆除。
老教堂在文化大革命中被拆后，地皮被多次转手倒卖。经过留在伊宁的俄罗斯族人不断呼吁，伊宁人民政府最终在位于伊宁市黎光街8号的俄罗斯墓地一角划出了一亩多地，伊宁的俄罗斯族于2002年在这里建起一座白色的东正教堂。该教堂不设牧师。2011年时，正在由柳达大妈代行牧师之职。柳达大妈说，原来老的东正教堂里有一尊全铜的圣母像，据说类似的圣母像世界上仅存三尊，这一尊是当年俄国殖民者带来的，现在下落不明。老教堂内数十个大小成套的铜钟，如今仅找回一个。
2010年1月7日晚，伊宁市举办“2010欢聚伊宁——俄罗斯圣诞节联谊晚会”，来自俄罗斯、哈萨克斯坦、吉尔吉斯斯坦的外国来宾以及伊宁市的俄罗斯族居民代表共庆俄罗斯族传统节日“圣诞节”。哈萨克斯坦来宾中有一对新人，1月7日清晨刚刚在伊宁市东正教堂举办了婚礼。所以在当晚的联谊会上，中共伊宁市委书记焦宝华与伊宁市长赛福丁·依木热木特为这对新人备有礼物，并且代表伊宁市各族人民祝愿他们永远幸福。